# Spilosoma fuscipennis
Spilosoma fuscipennis is een beervlinder uit de familie van de spinneruilen (Erebidae). De wetenschappelijke naam van de soort is voor het eerst geldig gepubliceerd in 1894 door George Francis Hampson.